# Mitriostigma barteri
Espèce
Synonymes
- Randia barteri (Hook.f. ex Hiern) K.Schum.[1]

Mitriostigma barteri est une espèce de plantes à fleurs de la famille des Rubiaceae et du genre Mitriostigma,présente au Cameroun et en Guinée équatoriale. Son habitat naturel est dans les forêts humides de basse altitude subtropicales ou tropicales. La plante est menacée par la perte de son habitat naturel.

## Étymologie
Son épithète spécifique barteri rend hommage au botaniste britannique Charles Barter, des Jardins botaniques royaux de Kew.